# Thomas Christian Hoffmann
Thomas Christian Hoffmann (* 7. Februar 1976) ist ein deutscher Anglist. 

## Leben
Nach der Promotion zum Dr. phil. in Regensburg 2007 und Habilitation in Osnabrück 2014 hat er seit 2015 den Lehrstuhl für Englische Sprache und Linguistik in Eichstätt inne.
Seine Forschungsinteressen sind Konstruktionsgrammatik, kognitive Soziolinguistik und Variation und Veränderung.

## Schriften (Auswahl)
- als Herausgeber mit Lucia Siebers: World Englishes – problems, properties and prospects. Amsterdam 2009, ISBN 90-272-4900-8.
- Preposition placement in English. A usage-based approach. Cambridge 2011, ISBN 0-521-76047-X.
- als Herausgeber mit Graeme Trousdale: The Oxford handbook of construction grammar. Oxford 2013, ISBN 978-0-19-539668-3.
- English comparative correlatives. Diachronic and synchronic variation at the lexicon-syntax interface. Cambridge 2019, ISBN 978-1-108-47721-5.